# Descripció Bibliogràfica Estàndard Internacional

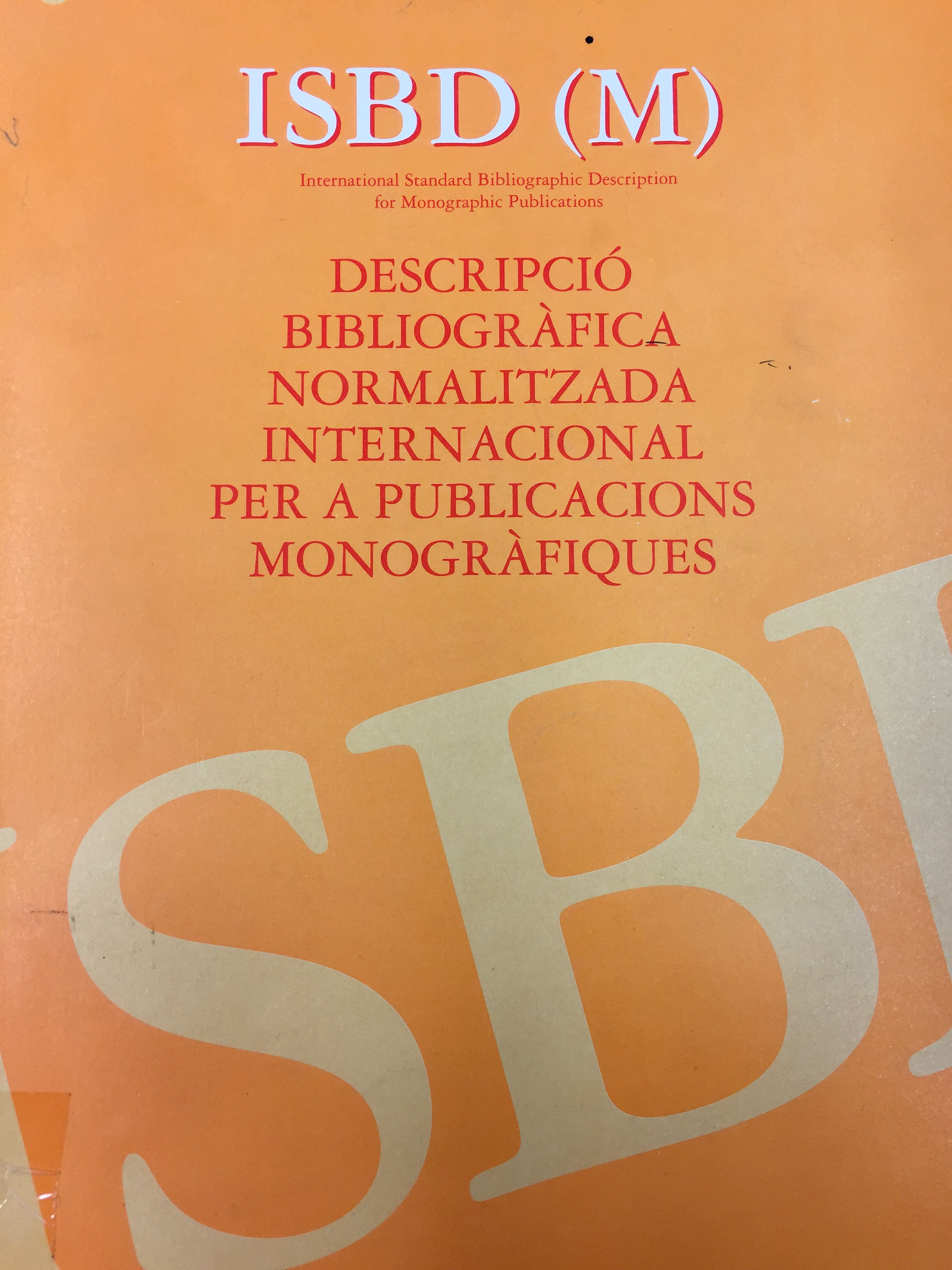
ISBD (M)

La International Standard Bibliographic Description o Descripció Bibliogràfica Estàndard Internacional (ISBD) és la norma que determina els requisits per a la descripció i identificació dels elements més comuns de recursos publicats que poden formar les col·leccions de les biblioteques.
Fins a l'any 2007 existien una ISBD de descripció general i fins a set especialitzacions segons el recurs.
L'ISBD consolidada proporciona una major harmonització entre les estipulacions de catalogació dels diferents tipus de recursos i ofereix major facilitat d'actualització de les estipulacions. La unificació també ha possibilitat l'actualització pel que fa a l'obligatorietat d'un element d'informació, aconseguint una major adaptació als requisits d'informació establerts en els FRBR.

és un conjunt de regles fetes per la Federació Internacional d'Associacions de Biblioteques i Institucions (IFLA) per a crear un estàndard de descripció, en un format llegible, especialment per a ser emprades en una bibliografia o un catàleg de biblioteca. Una edició preliminar de les ISBD va ser publicada l'any 2007 i l'edició consolidada va ser publicada el 2011, creant més endavant versions separades per a monografies, llibres antics, materials cartogràfics, recursos electrònics, publicacioncs periòdiques, recursos electrònics, material no-llibre i música impresa. La IFLA és el grup encarregat de revisar i mantenir les ISBD.
Un dels objectiusde les ISBD és proporcionar una forma estàndard de descripció bibliogràfica que podria servir per a intercanviar registres a nivell internacional.

## Estructura d'un registre d'ISBD[1]
Les ISBD defineixen nou àrees de descripció. Cada àrea, excepte l'àrea 7, es componen d'elements múltiples amb classificacions estructurades. L'ordre dels elements i la puntuació estandarditzada fan més fàcil la interpretació de registres bibliogràfics per a qui no entén la llengua de descripció.
- 0. Desginació general de material
- 1. Títol i menció de responsabilitat
  - 1.1 Títol propi
  - 1.2 Títol paral·lel
  - 1.3 Altres informacions
  - 1.4 Declaració de responsabilitat
- 2. Àrea d'edició
- 3. Àrea de material o tipus de recurs (per exemple, l'escala d'un mapa o la numeració d'una revista)
- 4. Àrea de publicació, producció, distribució, etc.
- 5. Descripció física (per exemple, nombre de pàgines d'un llibre o minuts d'un disc compacte)
- 6. Àrea de col·lecció
- 7. Àrea de notes
- 8. Números estandarditzats Identificador de recurs i disponibilitat (per exemple, ISBN, ISSN)